# Campionato centroamericano e caraibico di calcio 1957
Il Campionato centroamericano e caraibico di calcio 1957 (CCCF Championship 1957) fu l'ottava edizione della competizione calcistica per nazione organizzata dalla CCCF. La competizione si svolse a Curaçao dall'11 agosto al 25 agosto 1957 e vide la partecipazione di cinque squadre: Cuba, Curaçao, Haiti, Honduras e Panama.
La manifestazione fu vinta da Haiti, al suo primo titolo: fu la prima e unica volta che il trofeo venne, rispettivamente, ospitato e conquistato da due nazioni non ispanofone.
La CCCF organizzò questa competizione dal 1941 al 1961, anno in cui la CCCF si unì con la NAFC per formare la CONCACAF che istituì il Campionato CONCACAF a partire dal 1963.

## Formula
- Qualificazioni

Nessuna fase di qualificazione. Le squadre sono qualificate direttamente alla fase finale.
- Fase finale

Girone unico - 5 squadre: giocano partite di sola andata. La prima classificata si laurea campione CCCF.

## Stadi
| Willemstad  |
| ----------- |
| Rifstadion  |
| Capienza: - |
|             |
| Willemstad  |

## Squadre partecipanti
| Pr. | Squadra  | Data di qualificazione certa | Partecipante in quanto | Partecipazioni precedenti al torneo | Ultima presenza |
| --- | -------- | ---------------------------- | ---------------------- | ----------------------------------- | --------------- |
| 1   | Panama   | -                            | Qualificata di diritto | 5 (1941, 1946, 1948, 1951, 1955)    | Honduras 1955   |
| 2   | Curaçao  | -                            | Qualificata di diritto | 4 (1941, 1948, 1953, 1955)          | Honduras 1955   |
| 3   | Honduras | -                            | Qualificata di diritto | 3 (1946, 1953, 1955)                | Honduras 1955   |
| 4   | Cuba     | -                            | Qualificata di diritto | 1 (1955)                            | Honduras 1955   |
| 5   | Haiti    | -                            | Qualificata di diritto | -                                   | Esordiente      |

Nella sezione "partecipazioni precedenti al torneo", le date in grassetto indicano che la nazione ha vinto quella edizione del torneo, mentre le date in corsivo indicano la nazione ospitante.

## Fase finale

### Girone unico

#### Classifica
| Pos | Squadra  | P.ti | G | V | N | P | GF | GS | DR  |
| --- | -------- | ---- | - | - | - | - | -- | -- | --- |
| 1   | Haiti    | 8    | 4 | 4 | 0 | 0 | 14 | 4  | +10 |
| 2   | Curaçao  | 5    | 4 | 2 | 1 | 1 | 7  | 4  | +3  |
| 3   | Honduras | 5    | 4 | 2 | 1 | 1 | 6  | 4  | +2  |
| 4   | Panama   | 2    | 4 | 1 | 0 | 3 | 3  | 8  | -5  |
| 5   | Cuba     | 0    | 4 | 0 | 0 | 4 | 1  | 11 | -10 |

#### Risultati
| Willemstad 11 agosto 1957 | Curaçao | 1 – 3 | Haiti | Rifstadion |

| Willemstad 12 agosto 1957 | Honduras | 2 – 1 | Panama | Rifstadion |

| Willemstad 15 agosto 1957 | Curaçao | 2 – 0 | Cuba | Rifstadion |

| Willemstad 15 agosto 1957 | Haiti | 2 – 1 | Honduras | Rifstadion |

| Willemstad 18 agosto 1957 | Honduras | 2 – 0 | Cuba | Rifstadion |

| Willemstad 18 agosto 1957 | Haiti | 3 – 1 | Panama | Rifstadion |

| Willemstad 21 aprile 1957 | Haiti | 6 – 1 | Cuba | Rifstadion |

| Willemstad 21 agosto 1957 | Curaçao | 3 – 0 | Panama | Rifstadion |

| Willemstad 25 agosto 1957 | Curaçao | 1 – 1 | Honduras | Rifstadion |

| Willemstad 25 agosto 1957 | Panama | 1 – 0 | Cuba | Rifstadion |